# چمن‌شهر
چمن‌شهر (به لاتین: Camanşəir) یک منطقهٔ مسکونی در جمهوری آذربایجان است که در شهرستان لریک واقع شده‌است.

## جمعیت
چمن‌شهر ۲۷۵ نفر جمعیت دارد.

## ریشه واژه
نام درست این روستا جامان‌شئیر است. جامان در زبان تالشی به‌معنی سرسبز یا زمین کشاورزی و شئیر به‌معنی جو است و معنی کامل آن مزرعه جوی سبزرنگ است.